# Lúcio Carmínio Lusitânico
Lúcio Carmínio Lusitânico (em latim: Lucius Carminius Lusitanicus) foi um senador romano nomeado cônsul sufecto para o nundínio de setembro a outubro de 81 com Marco Petrônio Umbrino. Era filho de Lúcio Calvêncio Veto Carmínio, governador da Lusitânia na época de Cláudio e cônsul sufecto em 51, daí o seu cognome. Era irmão de Sexto Carmínio Veto, cônsul sufecto em 83. O imperador Tito faleceu durante o seu mandato. Caio Carmínio Galo, cônsul sufecto em 120, era seu filho ou filho de seu irmão.